# David Davis (homme politique, 1948)
Pour les articles homonymes, voir David Davis et Davis.
David Michael Davis, né le 23 décembre 1948 à York, est un homme politique britannique, membre du Parti conservateur.
Ancien cadre de Tate & Lyle, il est membre du Parlement depuis 1987 et devient ministre d'État pour l'Europe en 1994 au sein du Bureau des Affaires étrangères et du Commonwealth. Après le passage des Tories à l'opposition parlementaire en 1997, il est nommé président du parti en 2001. Il intègre le cabinet fantôme en 2002 et tente sans succès de se faire élire leader des conservateurs en 2005 face à David Cameron.
À partir du 13 juillet 2016, il est secrétaire d'État à la sortie de l'Union européenne dans le gouvernement May. Partisan d'un « Brexit dur », il démissionne le 8 juillet 2018 en raison de désaccords avec Theresa May sur la question.

## Biographie

### Jeunesse et vie professionnelle
Issu d'un milieu modeste, il s'engage comme réserviste dans les commandos SAS afin de financer ses études.
Ancien élève de la Bec Grammar School, il étudie les sciences à l'université de Warwick, où il obtient un baccalauréat en science (BSc) en 1971. Il rejoint ensuite la London Business School (LBS), où en 1973 il obtient une maîtrise en administration des affaires (MSc). 
Il travaillera les 17 années suivantes chez Tate & Lyle, dont il sera l'un des cadres dirigeants.
David Davis a été confronté au début de sa carrière dans le domaine du sucre au rééquilibrage économique provoqué par l'entrée du Royaume-Uni dans l'union douanière européenne.

### Carrière politique

#### Débuts
Il est élu pour la première fois membre du Parlement au cours des élections générales 11 juin 1987 dans la circonscription de Boothferry, dans le Yorkshire. En 1994, il devient ministre d'État pour l'Europe au bureau des Affaires étrangères et du Commonwealth (FCO), sous le Premier ministre John Major. Eurosceptique convaincu, il gagne à cette époque le sobriquet de « Monsieur Non » à Bruxelles.

#### Ascension
Aux élections générales du 1er mai 1997, il postule dans Haltemprice & Howden, issue du démembrement de Boothferry, et conserve son siège. Il est nommé président du Parti conservateur le 18 septembre 2001 et occupe cette responsabilités jusqu'au 23 juillet 2002.
Il intègre ce jour-là le cabinet fantôme de Iain Duncan Smith au poste de secrétaire d'État au bureau du premier ministre fantôme. Il est promu secrétaire d'État à l'Intérieur fantôme le 11 novembre 2003 par le nouveau leader du parti Michael Howard.
Après que les Tories ont perdu les élections générales du 5 mai 2005, il se présente à la direction du parti. Il arrive en tête du premier tour de vote organisé au sein du groupe parlementaire avec 62 voix, mais se trouve devancé au second tour par David Cameron, ne récoltant alors que 57 suffrages contre 90 à son concurrent. Leurs deux noms sont donc soumis au vote des adhérents, auquel il obtient environ 64 000 voix, soit 32,4 %.

#### Parlementaire d'arrière-ban
Il est cependant confirmé dans ses fonctions au sein du cabinet fantôme et influence David Cameron afin de lui faire adopter des positions davantage hostiles à l'Union européenne. Il en est relevé le 12 juin 2008, après qu'il a démissionné de son mandat parlementaire, dans l'objectif de se présenter à l'élection partielle conséquente et provoquer un débat sur les libertés publiques. À cette période en effet, le Royaume-Uni vote le renforcement de sa législation anti-terroriste. Bien qu'il se trouve aisément réélu, il n'est pas rappelé dans l'équipe de Cameron.

#### Ministre sous Theresa May
Réélu député en 2010 puis 2015, David Davis est nommé le 13 juillet 2016 secrétaire d'État à la sortie de l'Union européenne du nouveau gouvernement formé par Theresa May. Ce choix est une surprise, la Première ministre entendant par là confier ce dossier à un homme dont l'ascension politique était stoppée plutôt qu'à Boris Johnson, considéré comme un potentiel rival.
En 2017, des médias notent une gestion « dilettante » du dossier du Brexit lorsqu'il se vante au Parlement de s'appuyer sur 58 analyses sectorielles approfondies de l'impact de la sortie de l'UE sur l'économie, avant de finalement reconnaître que ces documents n'existent pas, sous la pression des parlementaires qui souhaitaient les consulter ; il demande ensuite à ses équipes de les rédiger.
Le 8 juillet 2018, il annonce sa démission, considérant la stratégie de Theresa May vis-à-vis du Brexit comme trop « douce » (soft). Cette démission met un terme à plusieurs mois de négociations et de tensions entre lui et la Première ministre sur la stratégie à adopter concernant la sortie du pays de l'UE. Il est suivi par son sous-secrétaire d’État Steve Baker et par Boris Johnson, secrétaire d'État des Affaires étrangères.

#### Depuis 2018
Il est réélu député à la Chambres des communes au cours des élections générales de 2019.
Le 19 janvier 2022, sur fond de Partygate, il demande la démission du Premier ministre Boris Johnson pendant une séance des questions au Premier ministre.
La circonscription de Haltemprice et Howden  qu’il représentait depuis 1997 ayant été supprimée dans le cadre du redécoupage électoral de 2023, il se présente dans la circonscription de Goole and Pocklington pour les élections générales de 2024. Malgré la déroute nationale des conservateurs, il est réélu avec 38,2% des voix.